# Associazione Calcio Stabia 1949-1950
Questa voce raccoglie le informazioni riguardanti l'Associazione Calcio Stabia nelle competizioni ufficiali della stagione 1949-1950.

## Rosa
| N. |                      | Ruolo | Calciatore        |
| -- | -------------------- | ----- | ----------------- |
|    | Italia (bandiera)    | A     | Enzo Bellini      |
|    | Italia (bandiera)    | A     | E. Celardo        |
|    | Italia (bandiera)    | C     | Alfiero Coletta   |
|    | Italia (bandiera)    | D     | G. Di Bisceglie   |
|    | Italia (bandiera)    | D     | Giovanni Greselin |
|    | Italia (bandiera)    | P     | Lasagna           |
|    | Argentina (bandiera) | C     | G.C. Lopez        |

| N. |                   | Ruolo | Calciatore     |
| -- | ----------------- | ----- | -------------- |
|    | Italia (bandiera) | C     | Andrea Nespolo |
|    | Italia (bandiera) | D     | Pedoni         |
|    | Italia (bandiera) | C     | G. Piermatteo  |
|    | Italia (bandiera) | C     | M. Riconda     |
|    | Italia (bandiera) | C     | Rimino         |
|    | Italia (bandiera) | C     | Franco Rosi    |